# بوبولین (شهرستان پلیس)
بوبولین (به لهستانی:  Bobolin) یک روستا در لهستان است که در گمینا کووباسکووو واقع شده‌است.